# Liste des monuments et sites historiques de la région de Kaolack
Cet article recense les monuments et sites historiques de la région de Kaolack au Sénégal.

## Liste
| Monument                                                              | Département | Localité | Coordonnées                  | Notes | Illus.        |  |
| --------------------------------------------------------------------- | ----------- | -------- | ---------------------------- | ----- | ------------- |  |
| Bâtiment abritant la Gouvernance de Kaolack                           | Kaolack     |          |                              |       | 2006KAOLACK01 |  |
| Ex-Palais de Justice de Kaolack                                       | Kaolack     |          |                              |       | 2006KAOLACK02 |  |
| Mosquée Diabel Ka                                                     | Kaolack     |          |                              |       | 2006KAOLACK03 |  |
| Mosquée Kanène, Léona                                                 | Kaolack     |          |                              |       | 2006KAOLACK04 |  |
| Tumulus de Ndalane, Arrondissement de Gandiaye Département de Nioro : | Kaolack     |          |                              |       | 2006KAOLACK05 |  |
| Tata de Maba Diakhou Ba à Nioro                                       | Kaolack     |          | 13° 44′ 26″ N, 15° 46′ 41″ O |       | 2006KAOLACK01 |  |
| Mausolée de Mame Diarra Bousso à Prokhane                             | Kaolack     |          |                              |       | 2006KAOLACK02 |  |
| Puits de Mame Diarra Bousso                                           | Kaolack     |          |                              |       | 2006KAOLACK03 |  |
| Tombe de Matar Kalla Dramé, à Ndimb Dramé                             | Kaolack     |          |                              |       | 2006KAOLACK04 |  |
| Site mégalithique de Sine Ngayène                                     | Kaolack     |          | 13° 41′ 43″ N, 15° 32′ 07″ O |       | 2006KAOLACK05 |  |
| Site mégalithique de Sine Wanar                                       | Kaolack     |          | 13° 51′ 24″ N, 15° 37′ 02″ O |       | 2006KAOLACK06 |  |
| Mosquée de Kabakoto                                                   | Kaolack     |          |                              |       | 2006KAOLACK07 |  |